# Elecciones generales de Liberia de 2005
Las elecciones generales de Liberia de 2005 se celebraron el 11 de octubre de 2005, para escoger al Presidente de la República y a la Cámara de Representantes y el Senado de la Legislatura de Liberia. Fueron las primeras elecciones desde 1997 y el punto culminante de la transición democrática del país tras la Guerra Civil Liberiana. Ninguno de los candidatos presidenciales logró obtener mayoría absoluta en primera vuelta, debiendo realizarse una segunda vuelta el 8 de noviembre, entre George Weah, del Congreso para el Cambio Democrático, que había obtenido mayoría simple, y Ellen Johnson-Sirleaf, del Partido de la Unidad. El resultado fue una sorpresiva victoria para Johnson-Sirleaf, que se convirtió en la primera mujer en ser elegida democráticamente como jefa de estado de un país africano.

## Regulación y organización
Frances Johnson-Morris, la presidenta de la Comisión Nacional de Elecciones (NEC), anunció que las elecciones generales se realizarían el 11 de octubre el día 7 de febrero de 2005.
Las elecciones estaban previstas para los 64 escaños en la Cámara de Representantes, con cada uno de los 15 de Liberia condados recibiendo al menos dos asientos de representación y los asientos restantes asignados proporcionalmente en base al registro de votantes. El Senado tenía 30 asientos para las elecciones, dos para cada condado.
El 13 de agosto, la comisión electoral publicó una lista de 22 candidatos presidenciales autorizados para participar de la elección; seis candidatos fueron rechazados, pero Weah fue autorizado a permanecer en la contienda a pesar de las quejas que había despertado su ciudadanía francesa. Las sillas del Senado fueron disputadas por 206 candidatos y los asientos en la cámara baja fueron disputados por 503 candidatos. El 15 de agosto comenzó formalmente la campaña. A último momento, la Comisión electoral se retractó con respecto a la descalificación de dos candidatos presidenciales, Marcus Jones y Cornelius Hunter, y otro candidato al legislativo, pero los tres declinaron la oferta de participar y las elecciones se realizaron con los candidatos ya autorizados.

## Primera vuelta presidencial
Al realizarse la primera vuelta presidencial, el 11 de octubre, George Weah, exfutbolista, era el claro favorito. Esto en gran parte se debía a la insatisfacción generalizada de la población con los políticos experimentados de Liberia, vistos como principales culpables de la guerra civil. Weah anunció su candidatura por el Congreso para el Cambio Democrático en noviembre de 2004, luego de que dos meses antes se iniciara una petición solicitando que se presentara. A su llegada a Monrovia a finales de ese mismo mes, Weah fue recibido por una multitud que lo aclamó como un héroe. Sin embargo, Weah fracasó en obtener la presidencia debido a que solo recibió una mayoría simple del 28% de los votos. Su principal contrincante era Ellen Johnson-Sirleaf, del Partido de la Unidad, que había quedado segunda en las anteriores elecciones de 1997. Se estableció el 8 de noviembre como fecha para un desempate entre Johnson-Sirleaf y Weah.
|  | 28.27 % |

|  | 19.75 % |

|  | 13.87 % |

|  | 9.20 % |

|  | 7.85 % |

|  | 4.14 % |

|  | 3.27 % |

|  | 2.79 % |

|  | 2.34 % |

|  | 1.55 % |

|  | 1.24 % |

|  | 0.96 % |

|  | 0.86 % |

|  | 0.61 % |

|  | 0.56 % |

|  | 0.46 % |

|  | 0.46 % |

|  | 0.39 % |

|  | 0.39 % |

|  | 0.37 % |

|  | 0.33 % |

|  | 0.32 % |

|  | 96.16 % |

|  | 3.84 % |

|  | 100.0 % |

|  | 74.86 % |

## Segunda vuelta presidencial
Realizado el balotaje, y en un giro sorpresivo de la elección, Johnson-Sirleaf obtuvo un aplastante triunfo con el 59% de los votos. Automáticamente, Weah levantó una queja por fraude electoral, afirmando que funcionarios de la comisión habían rellenado urnas en favor de Johnson-Sirleaf. La candidata ganadora denunció las quejas de Weah, afirmando que tenía setenta y dos horas para probar las irregularidades de acuerdo a la legislación liberiana, y desestimó aquella queja como una "mentira", declarando que "Weah simplemente no quiere que una mujer sea presidente en África".
El 22 de diciembre, bajo el alegato de que anteponía la estabilidad del país, Weah retiró su denuncia, y Johnson-Sirleaf fue juramentada el 18 de enero de 2006, convirtiéndose en la primera mujer jefa de estado democráticamente electa en la historia del continente africano, y la segunda jefa de estado nativa de África, contando a la emperatriz Zauditu, que gobernó Etiopía entre 1916 y 1930, y sin contar a la Reina Isabel II del Reino Unido, que fue jefa de estado de varios países de la Mancomunidad de Naciones al momento de su independencia.
|  | 59.41 % |

|  | 40.59 % |

|  | 97.56 % |

|  | 2.44 % |

|  | 100.0 % |

|  | 61.04 % |

## Elecciones legislativas

### Cámara de Representantes
| Partido político                                | Candidatos | Número de votos | % de votos | Número de asientos | % de asientos |
| ----------------------------------------------- | ---------- | --------------- | ---------- | ------------------ | ------------- |
| Congreso para el Cambio Democrático             | 58         | 157.753         | 15.97%     | 15                 | 23.44%        |
| Partido de la Libertad                          | 62         | 125.469         | 12.70%     | 9                  | 14.06%        |
| Coalición para la Transformación de Liberia     | 61         | 137.897         | 13.97%     | 8                  | 12.50%        |
| Partido de la Unidad                            | 58         | 123.373         | 12.49%     | 8                  | 12.50%        |
| Alianza por la Paz y la Democracia              | 24         | 38.285          | 3.86%      | 5                  | 7.81%         |
| Partido Nacional Patriótico                     | 50         | 78.751          | 7.97%      | 4                  | 6.25%         |
| Movimiento New Deal                             | 21         | 35.721          | 3.62%      | 3                  | 4.69%         |
| Coalición de Toda Liberia                       | 13         | 19.471          | 1.97%      | 2                  | 3.13%         |
| Partido Nacional Democrático de Liberia         | 28         | 29.402          | 2.98%      | 1                  | 1.56%         |
| Partido de la Reforma Nacional                  | 24         | 22.542          | 2.28%      | 1                  | 1.56%         |
| Alianza Democrática Unida                       | 9          | 14.078          | 1.43%      | 1                  | 1.56%         |
| Partido Democrático Libre                       | 12         | 19.326          | 1.96%      | 0                  | 0             |
| Partido Progresista Democrático                 | 12         | 11.997          | 1.21%      | 0                  | 0             |
| Partido de la Alianza Libre de Liberia          | 16         | 11.126          | 1.13%      | 0                  | 0             |
| Unión de Demócratas Liberales                   | 9          | 10.089          | 1.02%      | 0                  | 0             |
| Labor Party of Liberia                          | 9          | 7.811           | 0.79%      | 0                  | 0             |
| Partido de los Derechos Igualitarios de Liberia | 3          | 7.256           | 0.73%      | 0                  | 0             |
| Partido Unido de la Reforma de Liberia          | 8          | 6.252           | 0.63%      | 0                  | 0             |
| Partido del Destino Liberiano                   | 8          | 5.493           | 0.60%      | 0                  | 0             |
| Partido de la Visión Nacional de Liberia        | 2          | 3.443           | 0.35%      | 0                  | 0             |
| Partido Nacional de Liberia                     | 1          | 1.532           | 0.16%      | 0                  | 0             |
| Independientes                                  | 25         | 65.073          | 6.59%      | 7                  | 10.94%        |
| Votos en blanco/anulados                        | -          | 52.550          | 5.32%      | -                  | -             |
| Total                                           | 513        | 987.911         | 100%       | 64                 | 100%          |

### Senado
| Partido político                           | Candidatos | Número de votos | % de votos | Número de asientos | % de asientos |
| ------------------------------------------ | ---------- | --------------- | ---------- | ------------------ | ------------- |
| Coalición por la Transformación de Liberia | 29         | 232.636         | 13.51%     | 7                  | 23.33%        |
| Partido de la Unidad                       | 27         | 222.705         | 12.93%     | 4                  | 13.33%        |
| Congreso para el Cambio Democrático        | 25         | 252.677         | 15.97%     | 3                  | 10.00%        |
| Partido de la Libertad                     | 29         | 213.234         | 12.38%     | 3                  | 10.00%        |
| Partido Nacional Patriótico                | 20         | 178.259         | 10.35%     | 3                  | 10.00%        |
| Alianza para la Paz y la Democracia        | 13         | 119.091         | 6.92%      | 3                  | 10.00%        |
| Partido Nacional Democrático de Liberia    | 16         | 60.668          | 3.52%      | 2                  | 6.67%         |
| Coalición de Toda Liberia                  | 3          | 28.385          | 1.65%      | 1                  | 3.33%         |
| Partido de la Reforma Nacional             | 4          | 12.037          | 0.70%      | 1                  | 3.33%         |
| Partido Progresista Democrático            | 5          | 17.262          | 1.00%      | 0                  | 0%            |
| Partido Unido de la Reforma de Liberia     | 4          | 13.293          | 0.77%      | 0                  | 0%            |
| Partido de la Alianza Libre de Liberia     | 5          | 13.050          | 0.76%      | 0                  | 0%            |
| Alianza Democrática Unida                  | 4          | 11.265          | 0.65%      | 0                  | 0%            |
| Unión de Demócratas Liberales              | 1          | 5.503           | 0.32%      | 0                  | 0%            |
| Movimiento ‘’New Deal’’                    | 3          | 4.264           | 0.25%      | 0                  | 0%            |
| Partido del Destino Liberiano              | 3          | 3.431           | 0.20%      | 0                  | 0%            |
| Partido Laborista de Liberia               | 1          | 1.645           | 0.10%      | 0                  | 0%            |
| Independientes                             | 13         | 301.729         | 17.52%     | 3                  | 10.00%        |
| Votos en blanco/anulados                   | -          | 31.206          | 1.81%      | -                  | -             |
| Total                                      | 205        | 1.722.108       | 100.00%    | 30                 | 100%          |

### Información general
- National Elections Commission
- Liberia 2005: The Road to Democracy
- United Nations Mission in Liberia (UNMIL) Electoral Division
- United Liberia - Latest News
- Press Freedom Conditions in Liberia - IFEX
- All Africa, Liberia news

### Candidatos
- Nat Barnes for President
- Charles Brumskine Campaign Site Archivado el 16 de junio de 2015 en Wayback Machine.
- Samuel Raymond Divine Campaign Site
- John Morlu for President Archivado el 22 de agosto de 2015 en Wayback Machine.
- Varney Sherman for President
- Dr. Togba-Nah Tipoteh for President
- Winston Tubman Campaign Site
- George Weah Campaign Site

### Partidos políticos
- Congress for Democratic Change
- Unity Party

### Artículos
- I am woman, hear my roar Katharine Houreld on the participation of women in the 2005 Liberian election.

- Datos: Q839191